# Benjamin André
Benjamin André (Niza, 3 de agosto de 1990) es un futbolista francés. Juega en la posición de centrocampista y desde 2019 milita en el Lille O. S. C. de la Ligue 1 de Francia. Fue internacional con la selección de fútbol sub-21 de Francia en siete partidos.

## Trayectoria
André nació el 3 de agosto de 1990 en la ciudad de Niza y a los dieciséis años se unió a las categorías inferiores del A. C. Ajaccio. Con Gernot Rohr como entrenador, el 22 de agosto de 2008 realizó su debut en la Ligue 2 en un encuentro ante el Sedan Ardennes. Con el A. C. Ajaccio consiguió el ascenso a la Ligue 1 en la temporada 2010-11.
En junio de 2014, tras jugar más de ciento ochenta partidos de liga con el club corso, concluyó su contrato y firmó con el Stade Rennais. En junio de 2017, prolongó por cuatro años su contrato, a pesar de que aún le quedaba un año por cumplir. Llegó a convertirse en el capitán del equipo bretón, con el que ganó la Copa de Francia en 2019.
El 17 de julio de 2019 fue traspasado al Lille OSC, con el que firmó por cuatro temporadas.

## Estadísticas
La siguiente tabla detalla los encuentros disputados y los goles marcados por André en los clubes en los que ha militado.
| Club                  | Temporada           | Liga | Liga | Liga | Copas nacionales * | Copas nacionales * | Copas nacionales * | Copas internacionales ** | Copas internacionales ** | Copas internacionales ** | Total | Total | Total |
| Club                  | Temporada           | PJ   | G    | A    | PJ                 | G                  | A                  | PJ                       | G                        | A                        | PJ    | G     | A     |
| --------------------- | ------------------- | ---- | ---- | ---- | ------------------ | ------------------ | ------------------ | ------------------------ | ------------------------ | ------------------------ | ----- | ----- | ----- |
| A. C. Ajaccio Francia | 2008-09             | 26   | 1    | 1    | 5                  | 0                  | 0                  | 0                        | 0                        | 0                        | 31    | 1     | 1     |
| A. C. Ajaccio Francia | 2009-10             | 33   | 2    | 2    | 4                  | 0                  | 0                  | 0                        | 0                        | 0                        | 37    | 2     | 2     |
| A. C. Ajaccio Francia | 2010-11             | 32   | 1    | 1    | 5                  | 0                  | 0                  | 0                        | 0                        | 0                        | 37    | 1     | 1     |
| A. C. Ajaccio Francia | 2011-12             | 33   | 4    | 2    | 1                  | 0                  | 0                  | 0                        | 0                        | 0                        | 34    | 4     | 2     |
| A. C. Ajaccio Francia | 2012-13             | 27   | 0    | 0    | 2                  | 0                  | 0                  | 0                        | 0                        | 0                        | 29    | 0     | 0     |
| A. C. Ajaccio Francia | 2013-14             | 36   | 4    | 5    | 2                  | 0                  | 0                  | 0                        | 0                        | 0                        | 38    | 4     | 5     |
| A. C. Ajaccio Francia | Total               | 187  | 12   | 11   | 19                 | 0                  | 0                  | 0                        | 0                        | 0                        | 206   | 12    | 11    |
| Stade Rennais Francia | 2014-15             | 22   | 1    | 0    | 5                  | 0                  | 0                  | 0                        | 0                        | 0                        | 27    | 1     | 0     |
| Stade Rennais Francia | 2015-16             | 32   | 0    | 0    | 2                  | 1                  | 0                  | 0                        | 0                        | 0                        | 34    | 1     | 0     |
| Stade Rennais Francia | 2016-17             | 36   | 0    | 2    | 2                  | 0                  | 0                  | 0                        | 0                        | 0                        | 38    | 0     | 2     |
| Stade Rennais Francia | 2017-18             | 34   | 3    | 2    | 5                  | 1                  | 0                  | 0                        | 0                        | 0                        | 39    | 4     | 2     |
| Stade Rennais Francia | 2018-19             | 8    | 1    | 1    | 0                  | 0                  | 0                  | 2                        | 0                        | 0                        | 10    | 1     | 1     |
| Stade Rennais Francia | Total               | 132  | 5    | 5    | 14                 | 2                  | 0                  | 2                        | 0                        | 0                        | 148   | 7     | 5     |
| Total en su carrera   | Total en su carrera | 319  | 17   | 16   | 33                 | 2                  | 0                  | 2                        | 0                        | 0                        | 354   | 19    | 16    |

- (*) Copa de la Liga de Francia y Copa de Francia.
- (**) Liga Europa de la UEFA.

## Palmarés

### Títulos nacionales
| Título               | Club                | País    | Año  |
| -------------------- | ------------------- | ------- | ---- |
| Copa de Francia      | Stade Rennais F. C. | Francia | 2019 |
| Ligue 1              | Lille O. S. C.      | Francia | 2021 |
| Supercopa de Francia | Lille O. S. C.      | Francia | 2021 |